# جهاد عبدو
جهاد عبدو (21 أكتوبر 1962 -)، ممثل سوري، حاصل على دبلوم في الهندسة المدنية من جامعة كلوج نابوكا رومانيا 1986 ودبلوم في التمثيل المسرحي من معهد الفنون دمشق 1991 يجيد العزف على الكمان ويجيد الرقص بأنواعه.

## حياته ومشواره الفني
ولد في دمشق القديمة (سوق ساروجا). والده مدرس للغة العربية من مدينة دير عطية التي تبعد حوالي 80 كم شمال العاصمة دمشق.
درس الابتدائية في مدرسة العرفان، ثم انتقل ليدرس الإعدادية ومن ثم الثانوية في ثانوية نجم الدين عزت التابعة لمحافظة القنيطرة كان يدرس العزف على آلة الكمان في المعهد العربي للموسيقى.
بعد حصوله على شهادة الثانوية العامة سافر بمنحة دراسية إلى رومانيا ليدرس الهندسة المدنية وأكمل الدراسة بعناء بالغ، وبينما كان طلبة سوريا في رومانيا يقدمون حفلة للطلبة السوريين في كل مدينة هناك طلب منه المشاركة بإحداها وكانت منذ ذلك الحين الانطلاقة التي جعلته يدرس فن التمثيل في دمشق فور تخرجه من كلية الهندسة.
يُعرف حالياً باسم «جاي» بدلاً من «جهاد» نظراً لما يحمله اسم جهاد من معنى لدى الغرب.
بعد معارضته للنظام السوري وخروجه من سوريا، استقر في الولايات المتحدة، حيث بذل جهداً كبيراً لإقناع المخرجين والمنتجين بموهبته قبل أن يُعطى عدداً من الأدوار في أفلام قصيرة.

## معارضته للنظام السوري ولجوءه لامريكا
بعد اندلاع الثورة السورية في 2011, خلال رحلة له إلى بيروت التقى صحفيّة من مجلة لوس انجلس تايمز، تكلم جهاد ضد حكومة الأسد وكيف أن بشار الأسد كان مسؤول عن قتل المدنيين في سوريا. بعد عودته إلى سوريا وصلته تهديدات كثيرة بقتله بسبب المقال الذي نشر، مما اضطره للجوء إلى الولايات المتحدة الامريكية في أكتوبر 2011. ذهب جهاد إلى ولاية مينسوتا حيث إن زوجته كانت تدرس هناك. ثم انتقل هو وزوجته إلى لوس أنجلوس كي يبدأ بالتمثيل مجددا. بعد عمله بعدة وظائف ذو أجر منخفض، كمندوب توصيل لدومنيز بيتزا، وسائق في شركة أوبر، تلقّى جهاد أدوار تمثيلية في فيلمي مجسم من أجل الملك وملكة الصحراء.
في بداية أبريل 2019 قامت قناة الجزيرة الوثائقية بإنتاج فلم وثائقي عن حياته في أمريكا.

## حياته الأسرية
تزوج أول مرة من الممثلة رباب كنعان ورزق سنة 1998 بطفلته جوليا، ولم يكتب لهذا الزواج أن يستمر أكثر من ثلاث سنوات، وتزوج من الفنانة التشكيلية فاديا عفاش سنة 2006.

## أعماله

### المسرحية
- سكان الكهف 1988
- الملك يموت 1989
- موت فوضوي صدفة 1991
- دون جوان 1992
- الملك الصياد 1992
- الأمير الطائر 1993
- عشاء عيد ميلاد طويل 2002
- كونشرتو 2004

### أعماله التلفزيونية
- 1991 أيام الخوف.
- 1992 اختفاء رجل.
- 1993 نهاية رجل شجاع
- 1994 موزاييك.
- 1995 إخوة التراب.
- 1996 أيام الغضب
- 1996: أرشيف
- 1997 فرسان الريح هوى بحري.
- 1998 الطير.
- 1999 حمام القيشاني ج4. اللوحة السوداء. عندما ينتهي الحب. جلد الأفعى.
- 2000 عندما ينتهي الحب - حمام القيشاني ج5 - الخطيبة - الفصول الأربعة.
- 2001 صلاح الدين الأيوبي - نساء صغيرات
- 2002 لغز الجريمة.
- 2003 بقعة ضوء ج2.
- 2003 :كوابيس منتصف الليل
- 2004 مرايا - الخيط الأبيض.
- 2005 الشمس تشرق من جديد - مرايا.
- 2006 المحطة 30- مرايا.
- 2006 وادي الذئاب
- 2007 على حافة الهاوية - ممرات ضيقة - فجر آخر - الهاربة - جرن الشاويش
- 2008 المسلسل العراقي الباشا - باب الحارة الجزء الثالث - قمر بني هاشم
- 2009 باب الحارة الجزء الرابع
- 2010 رايات الحق
- 2011 الولادة من الخاصرة - أيام الدراسة
- 2012 عمر

## في السينما
مثّل في عام 2006 في فيلم وادي الذئاب، كما شارك أيضا في فيلم ملكة الصحراء الذي صدر عام 2015

## روابط خارجية
- جهاد عبدو على موقع IMDb (الإنجليزية)
- جهاد عبدو على موقع قاعدة بيانات الأفلام العربية
- جهاد عبدو على موقع قاعدة بيانات الفيلم (الإنجليزية)